# Hercostomus longicercus
Hercostomus longicercus är en tvåvingeart som beskrevs av Yang 1995. Hercostomus longicercus ingår i släktet Hercostomus och familjen styltflugor.
Artens utbredningsområde är Zhejiang (Kina). Inga underarter finns listade i Catalogue of Life.